# 퀴르샤크 요제프
퀴르샤크 요제프(헝가리어: Kürschák József, 1864년 3월 14일 ~ 1933년 3월 26일)는 헝가리의 수학자이다. 현대 대수적 수론에서 핵심적인 대수적 절댓값의 이론을 창시하였다.

## 생애
1864년 3월 14일 부다페스트에서 태어났다. 아버지 퀴르샤크 언드라시(헝가리어: Kürschák András)는 육체노동자였고, 어머니는 텔레르 요제퍼(헝가리어: Teller Jozefa)였다. 퀴르샤크는 6세 때 아버지를 여의었다.
1881년에 부다페스트 공과대학교에 입학하였고, 1886년에 졸업하였다. 이후 1890년에 부다페스트 공과대학교에서 박사 학위를 수여받고, 강의를 시작하였다. 1897년에 헝가리 과학 아카데미 회원이 되었고, 1900년에 부다페스트 공과대학교 교수로 임용되었다. 1913년에 p진수에 대한 대수적 절댓값의 이론을 도입하였다.
1933년 3월 26일 부다페스트에서 사망하였다.

## 참고 문헌
1. ↑  Kürschák, Josef (1913). “Über Limesbildung und allgemeine Körpertheorie”. 《Journal für die reine und angewandte Mathematik》 (독일어) 142: 211–253. doi:10.1515/crll.1913.142.211.